# فيل ايسبوسيتو
فيل ايسبوسيتو هو لاعب هوكي الجليد كندي، ولد في 20 فبراير 1942 في سو ساينت ماري في كندا.

## وصلات خارجية
- فيل ايسبوسيتو على موقع دوري الهوكي الوطني (الإنجليزية)
- فيل ايسبوسيتو على موقع EliteProspects.com (الإنجليزية)
- فيل ايسبوسيتو على موقع HockeyDB.com (الإنجليزية)
- فيل ايسبوسيتو على موقع Hockey-Reference.com (الإنجليزية)
- فيل ايسبوسيتو على موقع قاعة فلوريدا للمشاهير الرياضية (الإنجليزية)
- فيل ايسبوسيتو على موقع قاعة كندا للمشاهير الرياضية (الإنجليزية)
- فيل ايسبوسيتو على موقع قاعة أونتاريو للمشاهير الرياضية (مؤرشف) (الإنجليزية)
- فيل ايسبوسيتو على موقع الموسوعة البريطانية (الإنجليزية)
- فيل ايسبوسيتو على موقع إن إن دي بي (الإنجليزية)